# Hornillos de Cameros
Hornillos de Cameros is een gemeente in de Spaanse provincie en regio La Rioja met een oppervlakte van 11,90 km². Hornillos de Cameros telt 23 inwoners (1 januari 2016).

## Demografische ontwikkeling
Bron: INE, 1857-2011: volkstellingen